# Pietro Nardini

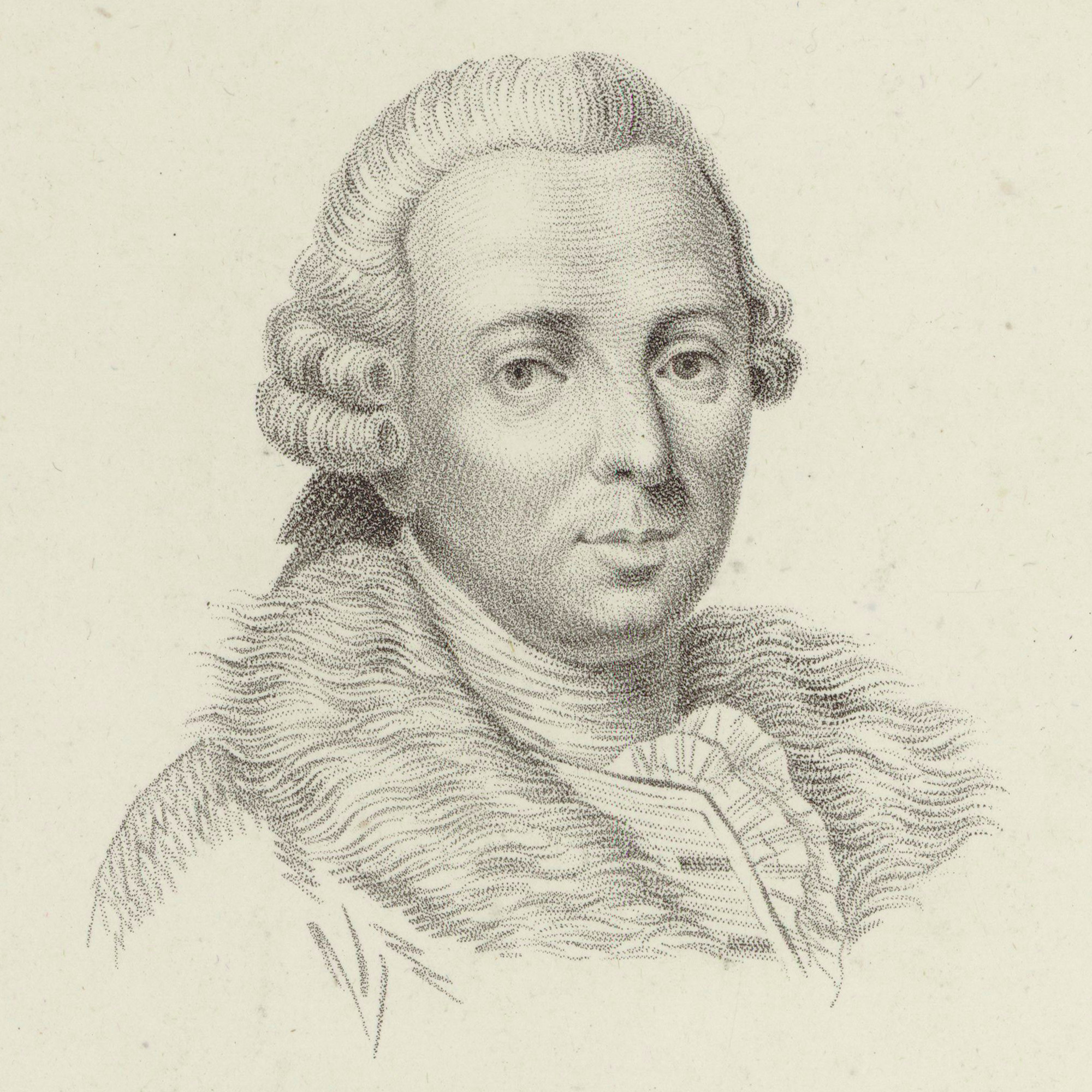
Pietro Nardini

Pietro Nardini (Fibbiana, de Montelupo Fiorentino, 12 de abril de 1722-Florencia, 7 de mayo de 1793) fue un violinista y compositor italiano. 
Si por algo destacó Nardini en el panorama musical transalpino del siglo XVIII fue precisamente por su impecable técnica con el violín, que le llevaría a ser reconocido como el «violinista más perfecto que existe en Italia».
La obra de Nardini discurre por los cauces del estilo de transición entre el barroco tardío y los primeros aires galantes y preclásicos que por entonces habían comenzado a impregnar el gusto musical en toda Europa.

## Obras
- Sonatas para violín
- Conciertos para violín